# زیست‌شناسی و علم سیاست
زیست‌شناسی و علم سیاست مجموعه تئوری‌ها و روش‌های است که عوامل زیست‌شناسی را بر رفتار سیاسی افراد بررسی می‌کند. گاهی به بیوپولتیکس نیز شناخته می‌شود و ریشه‌اش به سال ۱۹۶۸ برمی‌گردد. اما واژه بیوپولتیکس برگرفته شده از نام کتاب نویسنده‌ای به نام توماس ثورتون است که در کتاب خود را در سال ۱۹۷۰ چاپ نمود.